# Shōfuku-ji (Fukuoka)
Pour les articles homonymes, voir Shōfuku-ji.
Shōfuku-ji (聖福寺) est un temple bouddhiste Zen situé dans l’arrondissement de Hakata de la ville de Fukuoka au Japon.
Il est construit en 1195 sous la direction du moine Rinzai Eisai et avec le soutien financier de Minamoto no Yoritomo. Il est donc considéré comme étant le plus ancien temple zen encore existant au Japon. Un tableau de l'empereur Go-Toba y porte l'inscription : « Ceci est le premier temple Zen au Japon ». Le premier temple Zen doit cependant être Hōon-ji, bâti par ce même Eisai en 1191.
Le temple conserve une cloche en bronze dorée du royaume coréen de Koguryŏ classée bien culturel important (voir photo ci-dessous). Shōfuku-ji conserve par ailleurs les effets personnels d'Eisai et Sengai.

## Galerie d'images

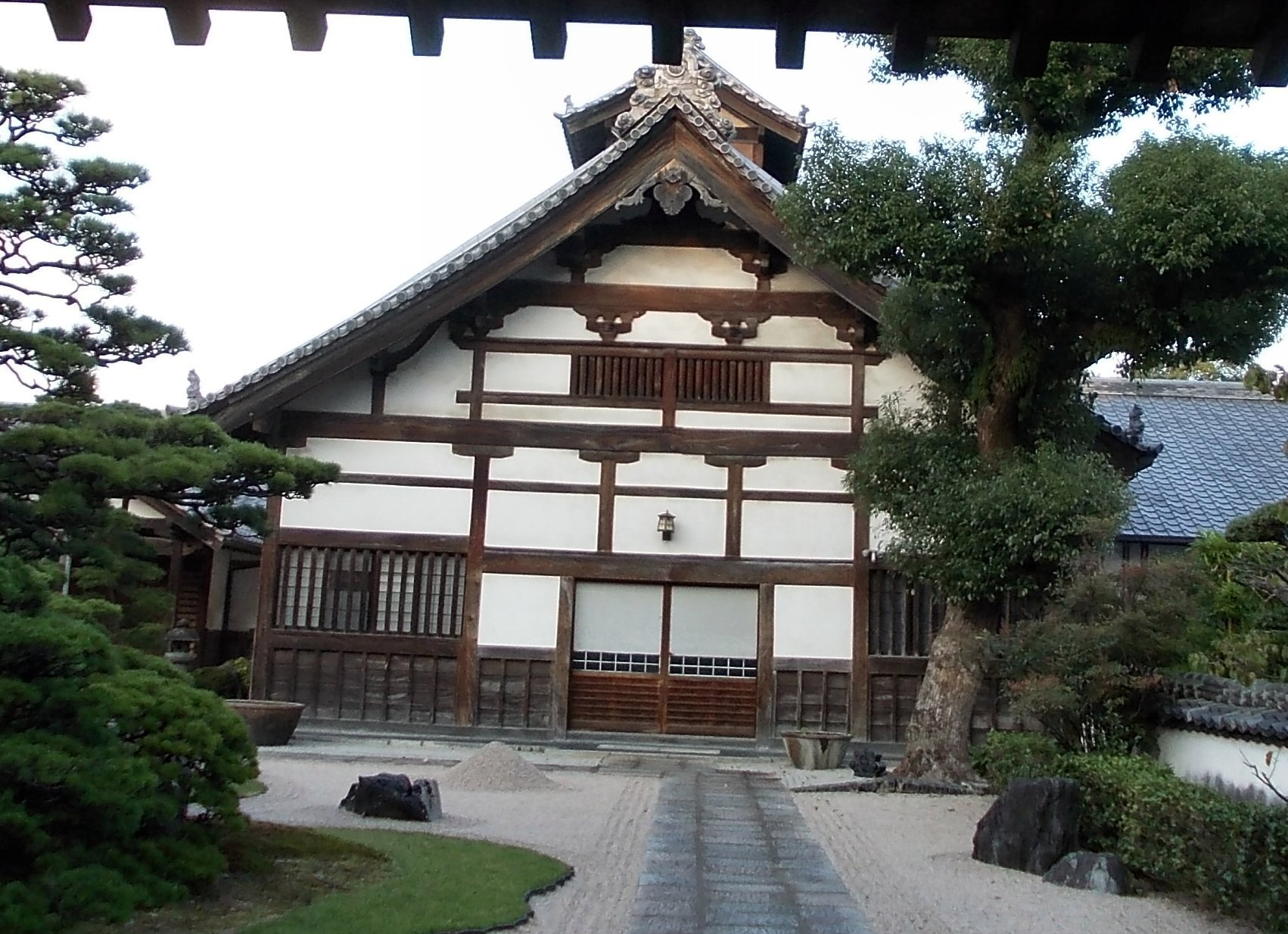
Salle de méditation Zen.
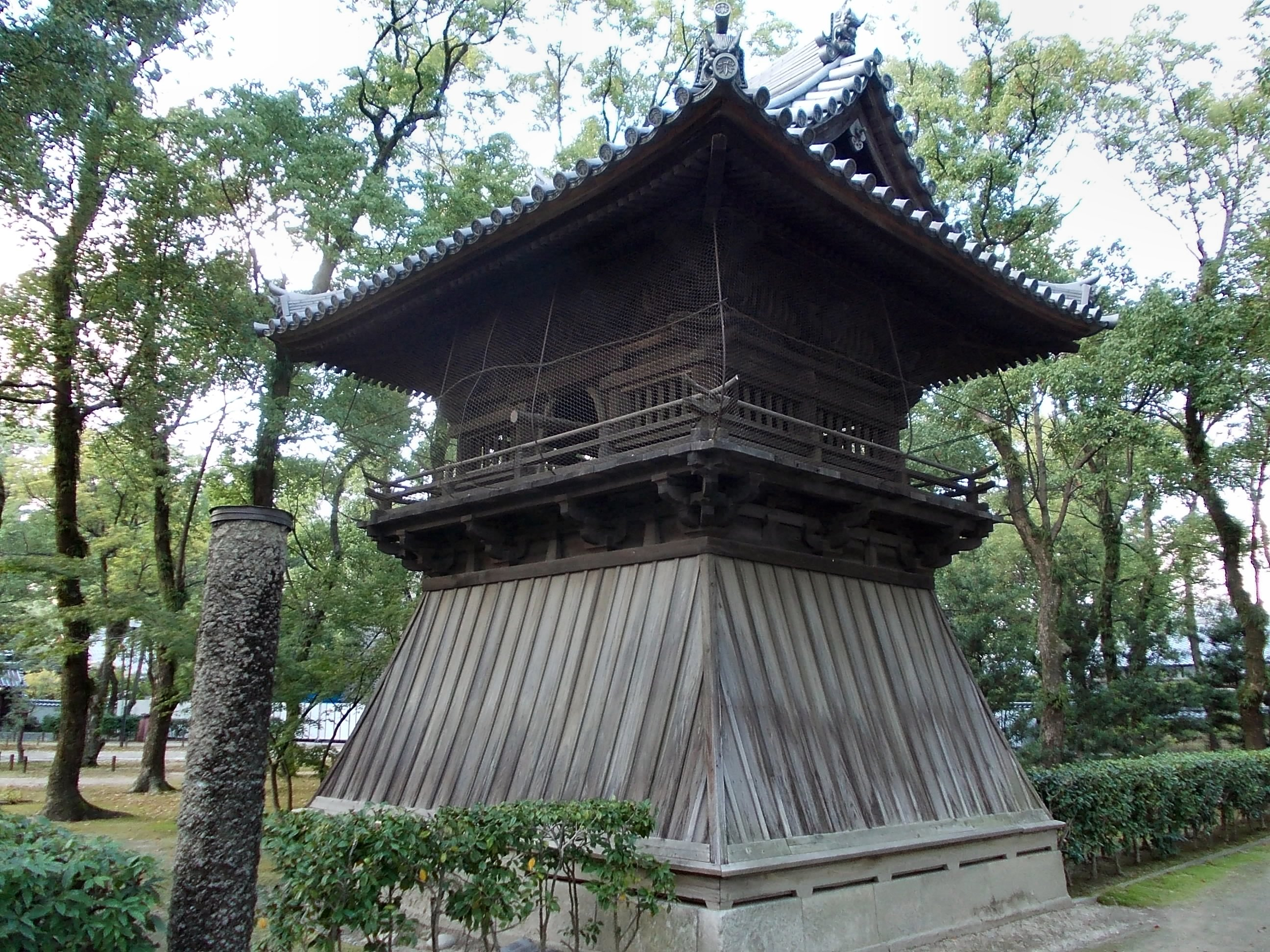
Cloche en bronze dorée du temple.
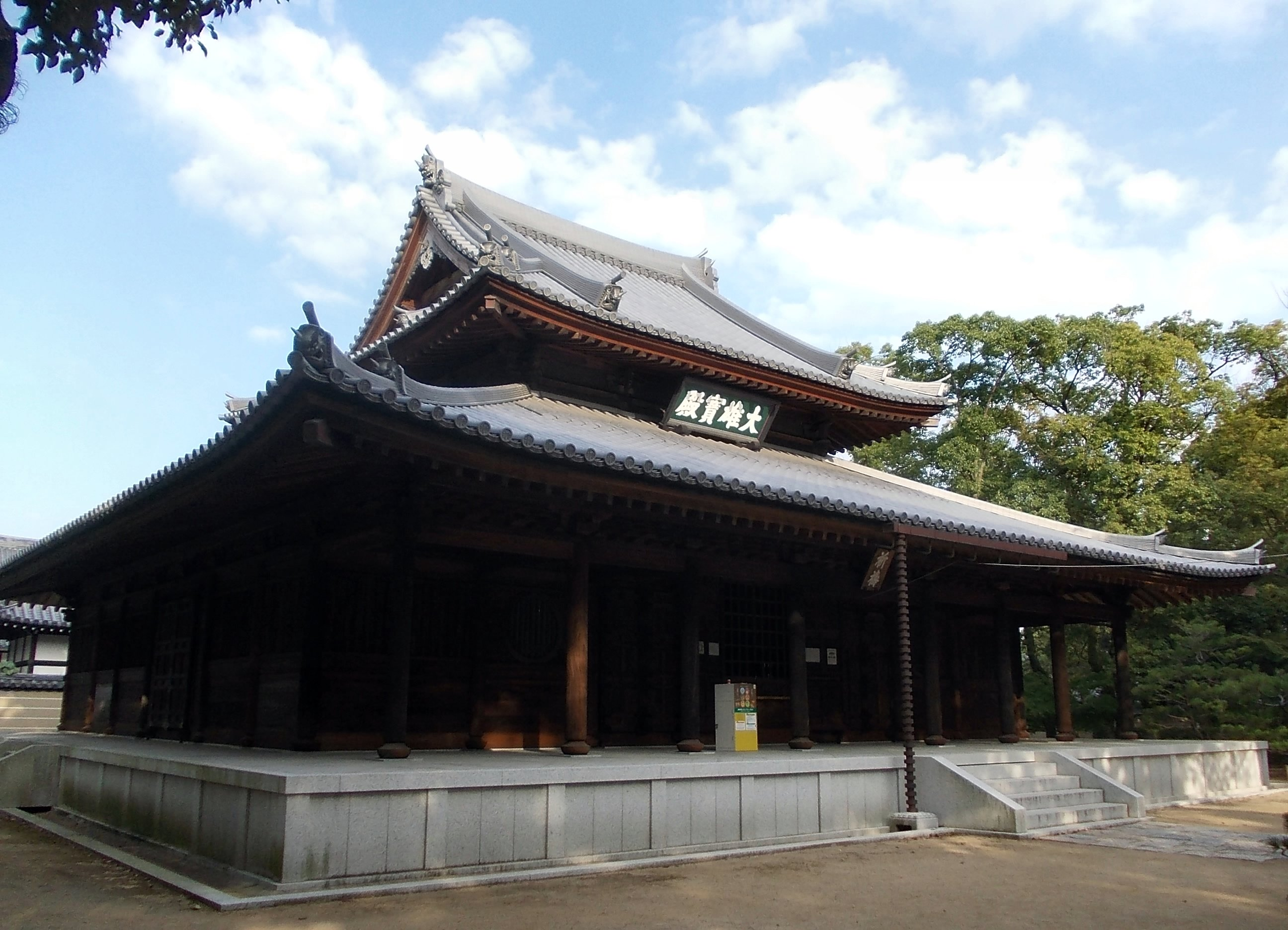
Salle de bouddha.

## Source de la traduction
- (de) Cet article est partiellement ou en totalité issu de l’article de Wikipédia en allemand intitulé « Shōfuku-ji (Fukuoka) » (voir la liste des auteurs).